# Mönch
Mönch (németül monk: szerzetes) egy magas hegy (4107 m) a Berni-alpokban, Svájcban. Az Eiger, a  Mönch és a Jungfrau hegyek együtt egy csoportot, a svájci alpok legemblematikusabb részét alkotják, melyek nagy távolságból is jól láthatók. A hegy fő alkotó része mészkő.
A Mönch Wallis kanton és a Bern kanton között fekszik, nyugaton a Jungfrau és Jungfraujoch közötti hegygerinc része, keleten az Eigerhez kapcsolódik. A hegy a Mönchsjoch hágótól (3650 m) nyugatra van, és északra a nagy Aletsch-gleccser két része található: Ewigschneefäld és Jungfraufirn.
A Mönch északi oldala egy sziklafalat alkot a Lauterbrunnen völgy felett. A Jungfraubahn a Mönch csúcsa alatt megy egy alagútban, közel 3300 méter magasságban.
A hegyet először 1857-ben mászták meg. Mönch a legtöbbet megmászott hegy a három nagy hegy közül (Jungfrau, Eiger, Mönch).

## Galéria

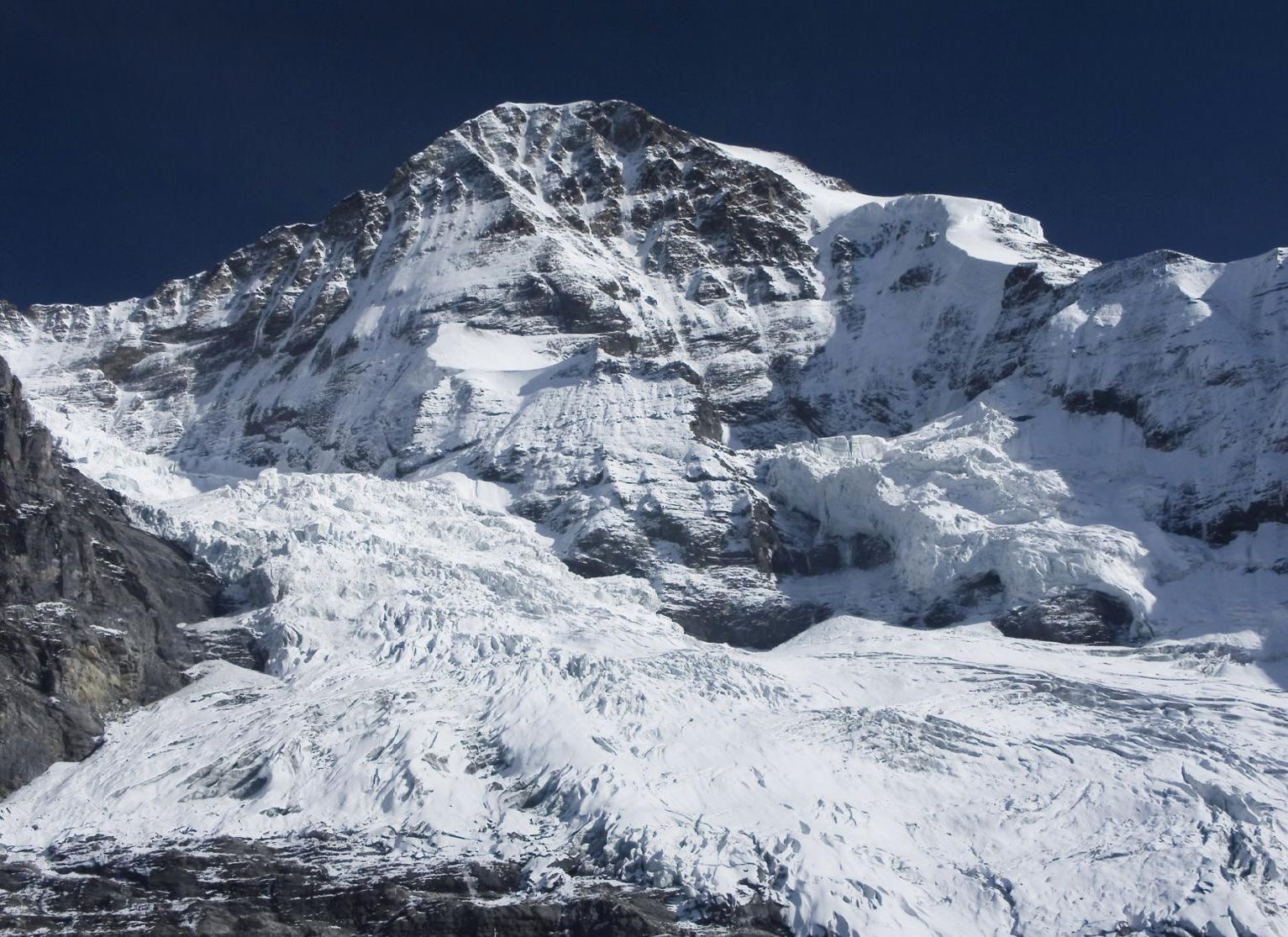
Mönch
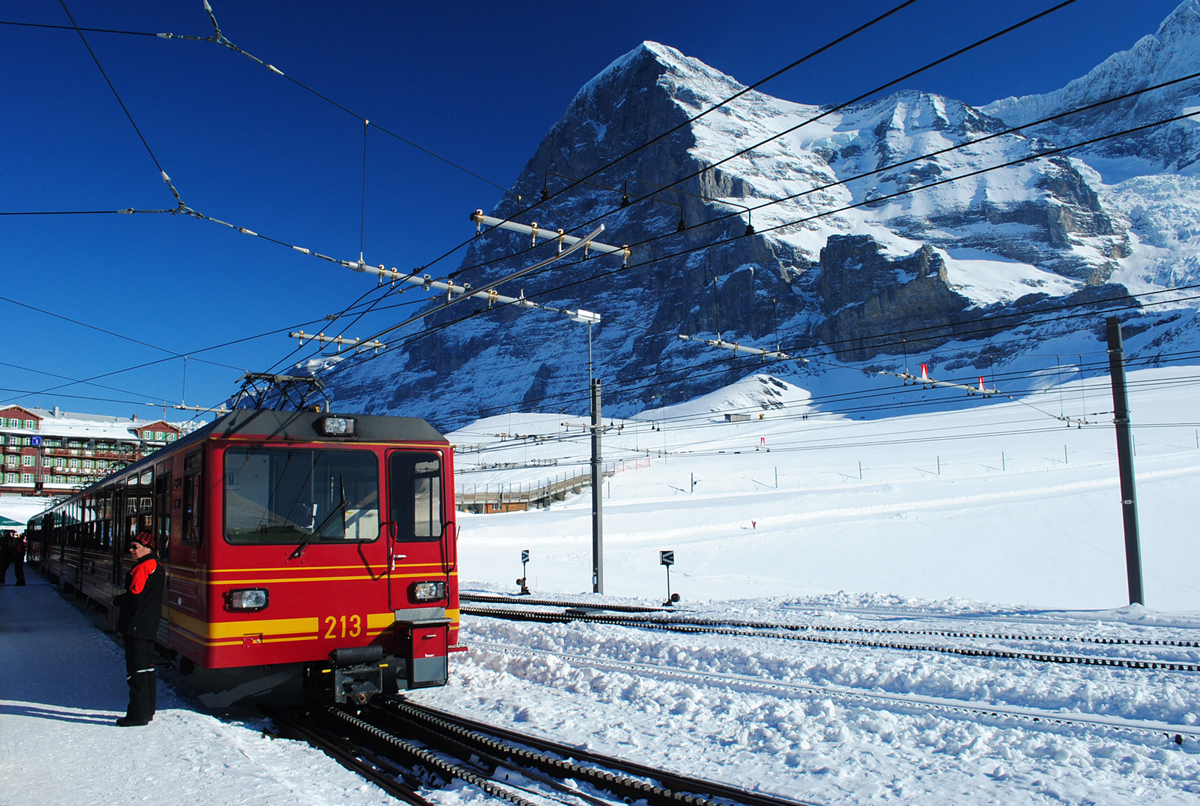
Jungfraubahn